# سگران
سگران یکی از روستاهای زیبا و سرسبز شهرستان طالقان مرکزی می‌باشد و بشوند جایگاه جغرافیایی و کوهپایه‌ای از مناظر بکری برخوردار می‌باشد که دیدن این مناظر روح آدمی را آرامشی الهی می‌بخشد. ارتفاع این روستا از سطح دریا ۲۳۸۷ متر است. پیشه مردمان این روستا باغ داری می‌باشد و میوهای این روستا گردو، بادام، سیب، آلبالو، گیلاس و زردآلو است. این روستا در انتهای جاده‌ای قرار دارد که به کوه بندگاه می‌رسد و عبوری از آن نیست.
بومیان سگران طوایف اکبری ،  شریفیان، زمانی، کرمی، نصرالهی و اسلامی می‌باشند که همگی تات هستند و به زبان تاتی تکلم می‌کنند. دینشان اسلام و شیعه مذهباند.

## جمعیت
جمعیت سگران، نزدیک به ۱۲۰ نفر و ۳۰ خانوار است که در تابستان این تعداد به دو برابر نیز می‌رسد.

## جاذبه‌های گردشگری
زیبای این روستا اولین چیزی است که نظرها را به خود جلب می‌کند و آبشار سگران که با فاصله کمی در دامنه کوه بندگاه قرار دارد را به جرات می‌توان یکی از زیباترین مناظر طالقان نام برد. بعد از گذر از این آبشار در مسیر دره‌ای قرار می‌گیرید که سختی راهش را هرگز متوجه نخواهید شد و چشمه سارانی که از نوشیدن آن سیرآب نخواهید شد. به شوند کوهستانی بودن این روستا و ارتفاع آن دریاچه سد طالقان قابل مشاهده‌است.
قلعه سگران یکی دیگر از جاذبه‌های این روستا می‌باشد که دیرینگیش به اواخر دوره تیموریان می‌رسد و این اثر در تاریخ ۱۲بهمن۱۳۸۱ با شمارهٔ ثبت ۷۲۴۶ به‌عنوان یکی از آثار ملی ایران به ثبت رسیده‌است.